# Nicola Rossi-Lemeni
Nicola Rossi-Lemeni (ur. 6 listopada 1920 w Stambule, zm. 12 marca 1991 w Bloomington w stanie Indiana) – włoski śpiewak pochodzenia włosko-rosyjskiego, bas.

## Życiorys
Jego matka, Xenia Lemeni Makedon, wykładała w konserwatorium w Odessie. Początkowo studiował prawo we Włoszech. Śpiewu uczył się od matki oraz u F. Cusitaniego w Weronie. Jego pierwotne plany muzyczne pokrzyżowała II wojna światowa. Zadebiutował na scenie w 1946 roku w Wenecji rolą Warłama w Borysie Godunowie Modesta Musorgskiego. W roli tej rok później debiutował również na deskach mediolańskiej La Scali. Tytułową rolą w Borysie Godunowie debiutował w z kolei w Stanach Zjednoczonych, występując w 1951 roku w San Francisco Opera. W 1952 roku powtórzył ją w Covent Garden Theatre w Londynie. W latach 1953–1954 śpiewał w Metropolitan Opera w Nowym Jorku. Od 1980 roku wykładał na Indiana University w Bloomington.
Sławę zapewniły mu warunki głosowe i fizyczne oraz oryginalne kreacje sceniczne. Występował gościnnie m.in. w Moskwie, Leningradzie, Meksyku, Rio de Janeiro, Paryżu, Hamburgu, Bukareszcie, Zagrzebie, Brukseli, Lizbonie i Barcelonie. Poza klasycznym repertuarem operowym wykonywał też dzieła współczesne, występował m.in. w Wozzecku Albana Berga.
Od 1958 roku żonaty był z włoską sopranistką Virginią Zeani.